# Fritz Ullmann
Fritz Ullmann (født 2. juli 1875 i Fürth, død 17. marts 1939) var en tysk kemiker. Han er kendt for at have grundlagt værket Enzyklopädie der Technischen Chemie, hvis første udgave udkom i 12 bind fra 1915 til 1923. De senere udgaver kendes som Ullmanns Enzyklopädie der Technischen Chemie (de) på tysk eller Ullmann’s Encyclopedia of Industrial Chemistry (en) på engelsk.
Ullmann blev født i Fürth i 1875. Han begyndte at studere kemi på Nürnberger Indisutrischule i Nürnberg som 16-årig og fortsatte studiet under Carl Graebe i Genève fra 1893-1895. Herefter var han assistent og docent i Genève frem til 1905, hvor han kom til Technischen Hochschule Berlin (nu Technische Universität Berlin), først som førsteassistent og docent under professor Otto Nikolaus Witt og senere som professor. Ullmann vendte tilbage Genève i 1925 og blev senere schweizisk statsborger.
Reaktionstyperne ullmannreaktion og ullmannkondensation er opkaldt efter Ullmann.
Ullmann blev i 1910 gift med kemikeren Irma Goldberg som han havde mødt i Genève.